# Cool’n’Quiet
Cool’n’Quiet (zu Deutsch: „kühl und leise“) ist ein Stromsparmodus und als solcher ein Merkmal moderner AMD-Prozessoren seit der Familie AMD K8 wie des Athlon 64 oder des Sempron. Dabei handelt es sich um eine verbesserte Version des vom Mobile Athlon bekannten PowerNow!, das aber erstmals auch in Arbeitsplatzrechnern und Servern zur Anwendung kommt.
Dabei wird der Arbeitstakt des Hauptprozessors (CPU) während Phasen geringerer Auslastung je nach Modell auf 800 MHz oder 1 GHz abgesenkt. Außerdem werden die Kernspannung und der Taktmultiplikator während des Betriebs dynamisch in bis zu 32 Stufen verringert. Die Regelung erfolgt direkt durch ein ACPI-kompatibles Betriebssystem. Für Windows 98SE, ME, 2000 und XP, GNU/Linux (ab Kernel 2.2), Open/Free/Dragonfly/Net-BSD (ältere Systeme sind nicht ACPI-fähig) stellt AMD dazu einen Prozessortreiber (amdk8.sys) zur Verfügung, der es ermöglicht, den Prozessor als ACPI-Prozessorobjekt anzusprechen. Auch der Linux-cpufreq-Treiber beherrscht Cool’n’Quiet. Unabhängig vom verwendeten Betriebssystem muss das BIOS des Rechners diesen Stromsparmodus allerdings auch unterstützen, was nicht grundsätzlich bei allen Versionen der Fall ist, und der Modus muss im Bios aktiviert sein.
Ein Beispiel für die Benutzung und Wirkungsweise von Cool’n’Quiet ist der AMD Athlon 64 3700+ mit CG-Stepping: Er taktet sich von 2400 MHz (1,550 Volt, Multiplikator 12) auf 1000 MHz (1,10 Volt, Multiplikator 5) herab. Dadurch sinkt die Leistungsaufnahme erheblich: von maximal 89 Watt auf maximal 22 Watt, was vor allem der Akkulaufzeit der mobilen Athlon-64-Prozessoren zugutekommt.
Durch die geringere Verlustleistung können temperaturgeregelte Prozessorlüfter die Drehzahl drosseln oder gar ganz abschalten, was den Stromverbrauch weiter reduzieren kann. Die sinkende Geräuschkulisse ermöglicht dann auch ein angenehmeres Arbeiten.
AMD-Sempron-Prozessoren auf Sockel 754-Basis unterstützen Cool’n’Quiet erst ab einer Taktfrequenz von 1800 MHz (ab 3000+), unabhängig vom eingesetzten Prozessorkern (Core). Gleiches gilt für die im Mai 2006 eingeführten Sockel-AM2-Semprons. Dort erhält der Prozessor bei 1800 MHz jedoch das Rating 3200+, was auf den, im Gegensatz zum Sockel 754, Dualchannel-fähigen Speicher-Controller zurückzuführen ist.
AMD-Opteron-Prozessoren besitzen mit dem Optimized Power Management (OPM) die prinzipiell gleiche Technik, sie wird jedoch aus Marketinggründen anders genannt, wie auch beim AMD Turion 64 und anderen Notebookprozessoren, wo Cool’n’Quiet nach wie vor PowerNow! heißt.
Im März 2005 wurde die Cool’n’Quiet-Technik von der amerikanischen Umweltschutzbehörde (EPA) mit dem Energy-Star-Label ausgezeichnet. Mit dieser Vergabe würdigte die EPA AMD als Prozessorhersteller, dessen Produkte Kosten und Energie sparen und die Umwelt schonen, da die Leistungseffizienz in PCs deutlich verbessert wird.
Cool’n’Quiet wurde mittlerweile in PSS Support umbenannt.

## Einfrieren des Systems
Auf manchen Hardwarekonfigurationen bringt Cool 'n' Quiet das System zum Einfrieren, in diesen Fällen kann diese Funktion im BIOS/UEFI abgestellt werden.

## Prozessoren mit Cool’n’Quiet
- AMD FX-4xxx, FX-6xxx, FX-8xxx
- AMD Fusion APUs
- Phenom II X2, X3, X4, X6
- Athlon II X2, X3, X4
- Phenom X3, X4
- AMD Athlon 64
- AMD Athlon 64 FX (ab FX-53 Clawhammer)
- AMD Athlon 64 X2
- AMD Athlon X2
- AMD Ryzen
- AMD Ryzen 2
- AMD Ryzen 3
- AMD Sempron (Sockel 754 ab Modell 3000+, Sockel AM2 ab Modell 3200+, jeweils 1800 MHz)
- AMD Opteron (als OPM alle CPUs nach dem Sledgehammer)
- AMD Turion 64 (wird als PowerNow! bezeichnet)
- AMD Mobile Athlon 64 (wird als PowerNow! bezeichnet)
- AMD Mobile Sempron (wird als PowerNow! bezeichnet)